# دماغ تالي
الدماغ التالي (باللاتينية: Metencephalon) هو جزء جنيني من الدماغ الخلفي الذي يتمايز إلى جسر فارول والمخيخ. يحتوي على جزء من البطين الرابع، والعصب ثلاثي التوائم (سي إن V)، والعصب المبعد (سي إن VI) والعصب الوجهي (سي إن VII)، وجزء من العصب الدهليزي القوقعي (سي إن VIII).

## علم الأجنة
يتطور الدماغ التالي من النصف الظهري/الأعلى للدماغ المؤخر الجنيني، ويتمايز من الدماغ البصلي لدى الجنين في عمر 5 أسابيع تقريبًا. بحلول الشهر الثالث، يتمايز الدماغ البصلي إلى بنيتيه الأساسيتين، جسر فارول والمخيخ.

## وظائفه
ينظم جسر فارول التنفس عبر نوى محددة منظمة لمركز التنفس في النخاع المستطيل. يتولى المخيخ مهمة تنسيق الحركات العضلية، والحفاظ على وضعية الجسم وتكامل المعلومات الحسية الواردة من الأذن الداخلية ومستقبلات الحس العميق في العضلات والمفاصل.

## تطوره
تُعد حويصلات الدماغ أساسية في المراحل المبكرة من تطور الدماغ. تتميز كل منطقة دماغية ببنيتها الخاصة. تتحدد مناطق الدماغ هذه عبر مجموعة من عوامل الانتساخ والإشارات المعدلة لتعبيرها.
يمثل البرزخ المركز التنظيمي الرئيسي للسقف والمخيخ. يشكل السقف الجزء الظهري من الدماغ التالي. يشمل السقف كلًا من الأكيمات العلوية والسفلية، التي تلعب دورًا في المعالجة السمعية والبصرية. يُعد «إف جي إف 8» و«دبليو إن تي 1» من الجينات الرئيسية المؤثرة على الدماغ التالي، إذ يتمركز التعبير عن كل منهما حول البرزخ. يُعرف «إف جي إف 8» أيضًا باسم عامل نمو الأرومة الليفية 8. يُعتبر هذا البروتين على نطاق واسع الإشارة التنظيمية الأهم. تتمثل وظيفته الرئيسية في إنشاء حاجز بين الدماغ المتوسط والدماغ الخلفي والحفاظ عليه، على وجه الخصوص بين الدماغ المتوسط والدماغ التالي. يتميز أيضًا بدوره الهام في تحديد بنية الدماغ المتوسط والدماغ الخلفي. يُعد «دبليو إن تي 1» بدوره بروتين طليعة الجينات الورمية (عائلة موقع تكامل «إم إم تي في» من النوع غير المجنح، العضو 1). اعتُقد في البداية وجود دور لهذا الجين في تطور الدماغ المتوسط والدماغ الخلفي، لكن بينت الدراسات عدم صحة هذا الاعتقاد. قد يكون «دبليو إن تي 1» السبب الكامن وراء الاضطراب الوراثي المعروف باسم متلازمة جوبرت التي تصيب المخيخ.
يلعب كل من الجينين «أو تي إكس 1» و«أو تي إكس 2» دورًا هامًا في تطور الدماغ، إذ أظهرت الدراسات تغير دورهما خلال مراحل تطور الدماغ. يُعتقد أن لهذين الجينين دور في حماية تذنب الدماغ البيني والدماغ المتوسط إلى الدماغ التالي في مرحلة من مراحل تطور الدماغ، التي يُقسم فيها الدماغ الظهري إلى أجزائه المختلفة (الدماغ الانتهائي، والدماغ البيني، والدماغ التالي والدماغ المتوسط).